# Babylon (Czechy)
Babylon – gmina w Czechach, w powiecie Domažlice, w kraju pilzneńskim. Według danych z dnia 1 stycznia 2013 liczyła 285 mieszkańców.

## Współpraca
Miejscowość partnerska:
- Lauenen, Szwajcaria